# Жан-Кристоф Гранже
Жан-Кристоф Гранже (на френски: Jean-Christophe Grange) е френски журналист, международен репортер, сценарист, и писател, автор на бестселъри в жанра трилър.

## Биография и творчество
Жан-Кристоф Гранже е роден на 15 юли 1961 г. в Булон Биянкур, департамент О дьо Сен, Франция. Отгледан е от майка си и баба си.
Завършва с магистърска степен по литература от Сорбоната с дипломна работа за Гюстав Флобер. Една година прекарва в обиколка с един антрополог по следите на номадите. След това става копирайтър и после работи за информационна агенция. На 28 г. става международен репортер и работи за разнообразни издания като „Paris Match“, „Sunday Times“, „The Observer“, „El Pais“ и „National Geographic“.
По-късно става журналист на свободна практика и основава компанията „L & G“. Това му позволява да обикаля света. Бил е сред ескимосите, пигмеите, туарегите и шаманите на монголските племена, в Америка и Китай, Гренландия и европейските страни, откъдето изпраща впечатляващи материали за социалните общности, и проблемите с опазването на природата и животинските видове. За тях той печели две от най-престижните журналистически награди – на „Ройтерс“ (1991), за обезлесяването и на „World Press“ (1992), за кормораните в Китай.
В други свои проучвания и материали Гранже представя най-новите изследвания в областта на науката, свързана с човешкото тяло. Тези познания и пребиването му в различни места на планетата му дават много добра основа за неговите бъдещи книги.
През 1994 г. Гранже публикува своя първи роман „Полетът на щъркелите“. Той е оценен високо от критиката, но не добива такава обществена оценка. През 2013 г. е адаптиран в минисериал.
През 1998 г. излиза неговият най-популярен трилър „Пурпурните реки“, който става бестселър и го утвърждава като водещ писател в криминалната литература. През 2000 г. романът е адаптиран в много успешния филм „Пурпурните реки“ на Матийо Касовиц с участието на Жан Рено, Венсан Касел и Надя Фарес.
Следват поредица от също така успешни трилъри като „Le Concile de Pierre“ (2000) и „L'Empire des loups“ (2003). През 2005 г. по неговия роман и сценарий излиза филмът „Империята на вълците“ с участието на Жан Рено и Арли Жовер, а през 2006 г. „Le concile de pierre“ с участието на Моника Белучи и Катрин Деньов.
Произведенията на Гранже са актуални криминални истории, които включват сложни въпроси от международния тероризъм, политическия екстремизъм, съмнителните дейности на окултни организации и съвременните заплахи за обществото.
Произведенията на Гранже са преведени на над 20 езика по целия свят и са отпечатани в над 1 милион екземпляра. Те са по-популярни в Америка, отколкото в Европа.
Жан-Кристоф Гранже живее със съпругата си, журналистката Вирджиния Люк, и трите си деца – Луи, Матилд и Изе, в близост до Айфеловата кула в Париж.

## Произведения

### Самостоятелни романи
- Полетът на щъркелите, Le Vol des cigognes (1994) – издаден на анг. като „Flight Of The Storks“
- Пурпурните реки, Les rivières pourpres (1998) – издаден на анг. като „Blood Red Rivers“
- Le Concile de Pierre (2000) – издаден на анг. като „The Stone Council“
- L'Empire des loups (2003) – издаден на анг. като „The Empire Of The Wolves“
- La Ligne noire (2004)
- Le Serment des limbes (2007)
- Misèrere (2008)
- La Fôret des Mânes (2009)
- Le Passager (2011)
- Le Kaiken (2012)

### Документалистика
- 2000 Пурпурните реки, Les rivières pourpres – по романа „Пурпурните реки“, сценарий
- 2001 Vidocq – сценарий
- 2004 Пурпурните реки II, Les rivières pourpres II – Les anges de l'apocalypse – допълнителни персонажи
- 2005 L'empire des loups – по романа, сценарий
- 2006 Le concile de pierre – по романа
- 2011 Switch – адаптация и сценарий, продуцент
- 2013 Flight of the Storks – ТВ мини сериал по романа „Полетът на щъркелите“
- 2013 La marque des anges – Miserere – по романа